# Décès en novembre 1972
Décès
- 1968
- 1969
- 1970
- 1971
- 1972
- 1973
- 1974
- 1975
- 1976

Pour une information complémentaire, voir la page d'aide.

| Date        | Nom             | Pays                 | Activités                        | Âge | Source |
| ----------- | --------------- | -------------------- | -------------------------------- | --- | ------ |
| 14 novembre | Anatole Ferrant | Drapeau de la France | Homme politique français.        | 86  |        |
| 21 novembre | Marcel Meys     | Drapeau de la France | Peintre et photographe français. | 86  |        |